# Bugornea
Bugornea este o arie protejată de stat, situată pe malul stâng al Nistrului, în Republica Moldova. Se întinde pe o suprafață de 606 ha lângă satul Rașcov, raionul Camenca, Transnistria (ocolul silvic Rașcov, Bugornea, parcelele 5-14). Obiectul este administrat de Gospodăria Silvică de Stat Rîbnița.